# Museo Pirenaico (Lourdes)

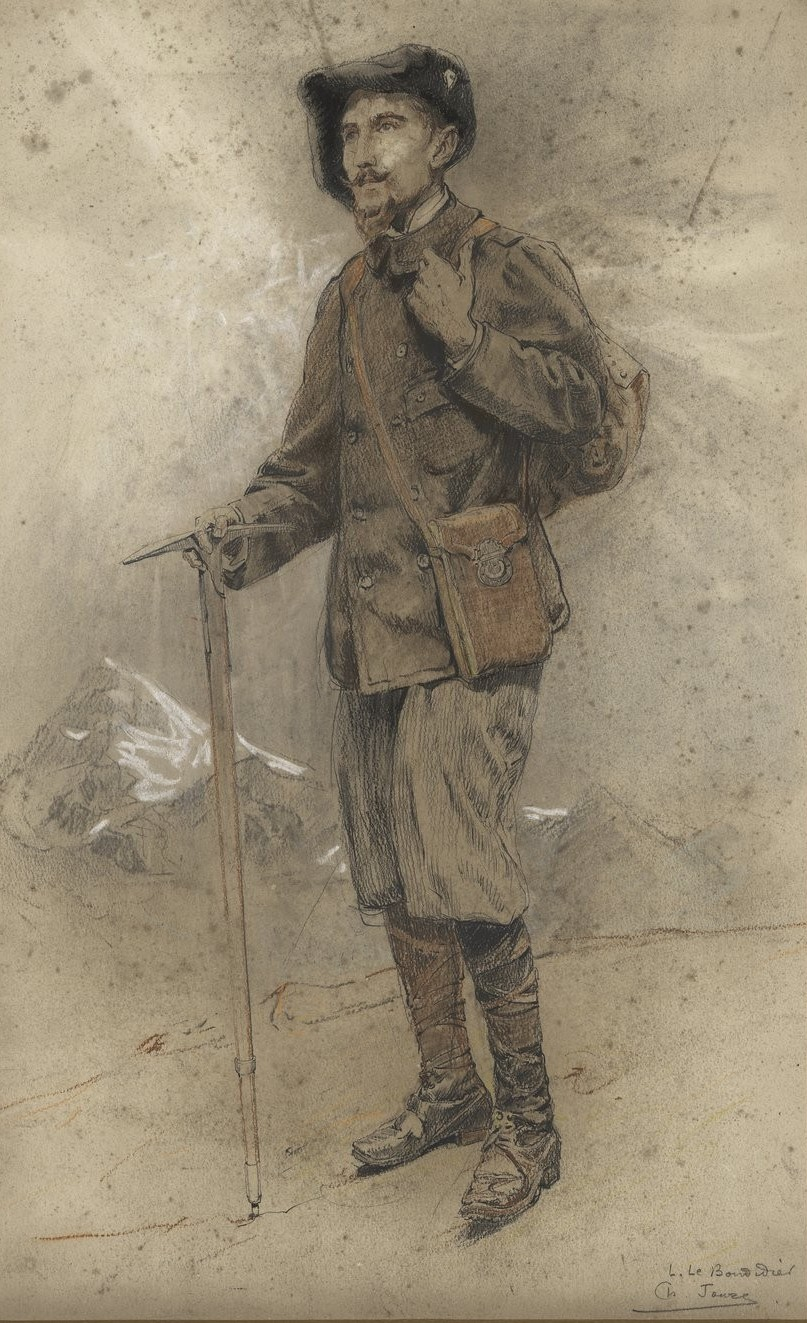
Louis Le Bondidier de Charles Jouas

El Museo Pirenaico es un museo dedicado a todas las artes y ciencias sobre la vida en los Pirineos situado en Lourdes, Francia. Se pueden encontrar desde obras pictóricas y fotográficas a objetos etnográficos, arqueológicos y decorativos.

## Historia
Fundado en 1921, está situado en el castillo que fue comprado por el pueblo en 1894 tras dejar de tener función militar. La idea de crear el museo surgió del matrimonio Le Bondidier, Louis y Margalide, y del Touring Club de Francia. Comenzó así la recopilación de numerosas colecciones de objetos históricos y culturales de los Pirineos franceses y españoles desde el siglo XVIII a inicios del siglo XX.
En 1975, la Casa de la Moneda de París publicó una medalla: “El Castillo Fortificado de Lourdes/Museo de los Pirineos, obra del escultor François Vilon.
En el 2002 recibió la denominación de <<Musée de France>> en reconocimiento de la riqueza patrimonial que reunían sobre la vida en Los Pirineos.

## Secciones

### Archivos y publicaciones
Existen varios archivos y fotografías que pertenecían a diferentes pirineistas como Georges Ledormeur, Lucien Briet, el geólogo y botánico Ramond de Carbonnières, considerado uno de los primeros exploradores de Los Pirineos, la colección Nansouty-Vaussenat, creadores del observatorio Pic de Mieidia de Bigòrra; los alpinistas Alphonse Meillon, H.P. Russell, Franz Schrader, Paul Édouard Wallon y Jean Arlaud entre otros.
Además existe una colección dedicada a las apariciones marianas de Lourdes y la biblioteca de Louis Baquerisse, libros impresos en occitano de la Edad Moderna y de la Edad Contemporánea.
Desde 1950 publica la revista trimestral Pyrénées. La publicación es el órgano oficial de la asociación y del Patrimonio Mundial de Mont Perdu, los Amigos del Parque Nacional de los Pirineos y de la Federación Comunitaria de Guías de Montaña de los Pirineos.
También publicó importantes obras sobre los Pirineos.

### Capilla
En la Capilla de Nuestra Señora del Castillo se puede encuentra una colección de muebles religiosos de estilo barroco que pertenecían a la antigua iglesia parroquial de Lourdes.

### Jardín Botánico
Se trata de una rocalla en la que se encuentran esculturas y maquetas de la arquitectura tradicional pirenaica creadas por Margalide Le Bondidier.

### Pinacoteca

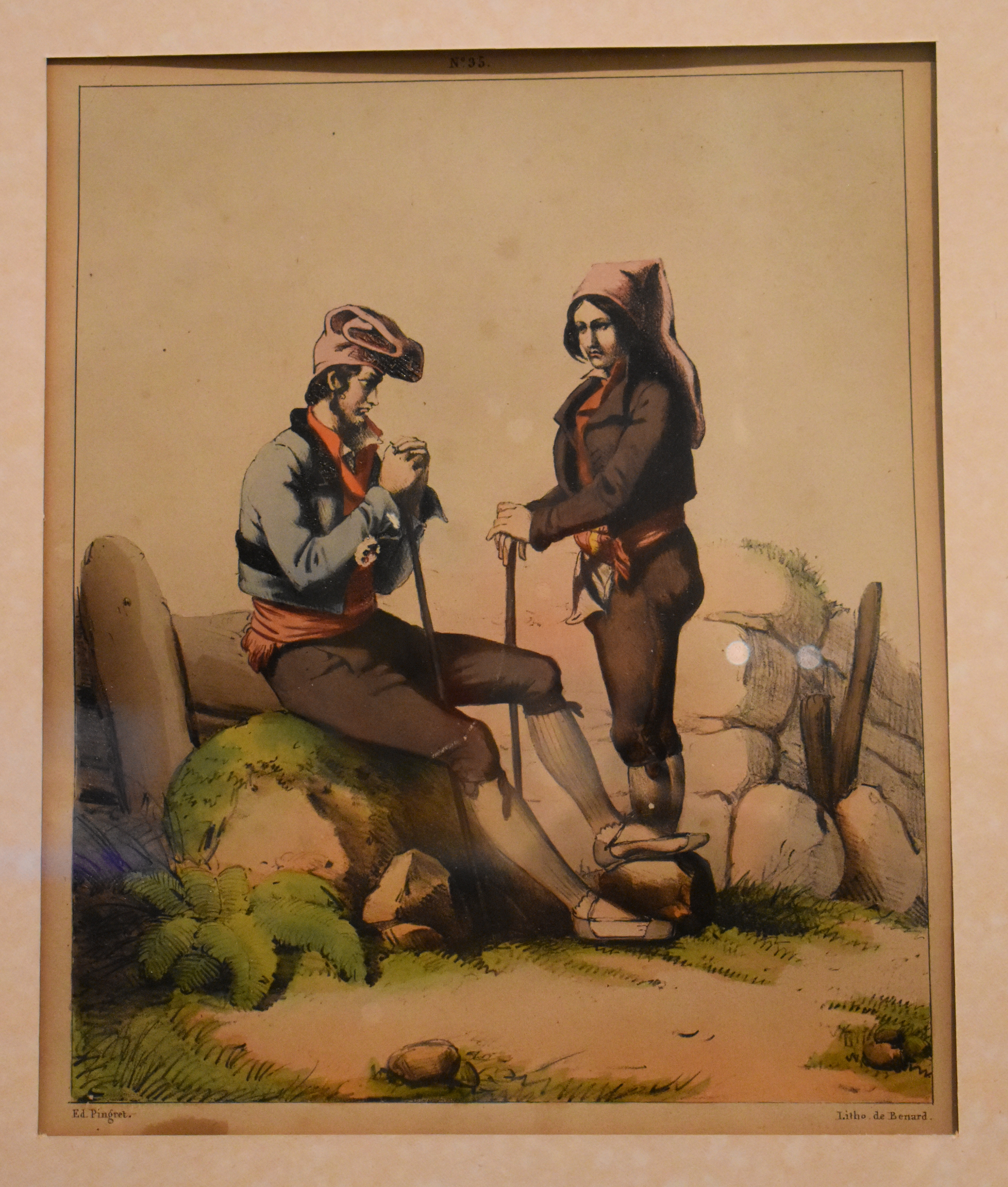
Costumes des Pyrénées de Pingret (1834)

En el museo se encuentran una colección de más de 6.200 dibujos, litografías y grabados de diversos artistas entre los que se encuentran Pierre-Luc-Charles Cicéri, Édouard Pingret, Pierre Gorse, Paul Gavarni, A. I. Melling, Achille Devéria, etc.
Existen alrededor de 130 pinturas de Franz Schrader, Julien Dupré, Paul-Jean-Pierre Gélibert, Gustave Doré entre otros. 
Hay tres colecciones: Una de Charles Jouas que consta de 127 dibujos y acuarelas, la de fotografías de Margalide Le Bondidier y una colección de cartografías con mapas desde el siglo XVI.
Entre la infinidad de fotografías que se encuentran en la pinacoteca esta la más antigua de las realizadas en los Pirineos, obra de Farnham Maxwell-Lyte y datada entre 1854 y 1860.